# Dalum Papirfabrik
Dalum Papirfabrik, senere Dalum Papir A/S var en dansk papirfremstillingsvirksomhed stiftet i 1874 i Odense.
Dalum Papirfabrik var Danmarks ældste papirfabrik og blev anlagt ved Odense Å i 1874 i Odense-forstaden Dalum. Fabrikkens jordtilliggende var på omtrent 22½ tønde land, hvoraf 13 td. land var bortforpagtede, de øvrige optaget af fabriksbygninger, funktionærboliger, haver m.m. Fabrikken blev drevet ved 260 hk dampkraft og to vandturbiner, og den beskæftigede omkring 180 arbejdere og funktionærer. Ved Landevejen oven for Dalum Bro lå Dalum Mølle og en større samling af arbejderboliger.
Virksomheden blev tilknyttet "De forenede Papirfabrikker" i 1889.
I 1990-1999 var fabrikken ejet af en svensk koncern og af en dansk investorgruppe i 1999-2007, som ændrede virksomheden til et aktieselskab.
Dalum Papir A/S blev i 2007 købt af den franske papirkoncern Arjowiggins, der lukkede fabrikken i november 2012. Ved lukningen var Dalum Papir den sidste aktive danske papirfabrik.